# Sirius (Stockhausen)
Pour les articles homonymes, voir Sirius (homonymie).
Sirius est une œuvre de Karlheinz Stockhausen, écrite pour voix et instruments (plus bande magnétique).
Effectifs :
- Soprano solo,
- Basse solo,
- Trompette,
- Clarinette basse,
- Bande magnétique (8 pistes)

L'œuvre a été créé le 8 août 1977 au festival d'Aix-en-Provence.

## Composition
Au début de cette composition qui porte le numéro 43 dans l'œuvre de Stockhausen, on entend des haut-parleurs qui émettent la corne de détresse de quatre vaisseaux qui atterrissent en provenance de Sirius.[réf. nécessaire]

## Discographie
- Aries, for trumpet and electronic music. Markus Stockhausen, trumpet. Stockhausen Complete Edition CD 33 (with Klavierstück XIII: Luzifers Traum, as piano solo).
- Capricorn, for bass voice and electronic music. Nicholas Isherwood, bass. Stockhausen Complete Edition CD 59 (with Rechter Augenbrauentanz for clarinets, bass clarinets, percussionist, synthesizer player).
- Libra, for bass clarinet and electronic music. Suzanne Stephens, bass clarinet. In Music for Clarinet, Bass Clarinet, and Basset-horn. 3-CD set. Stockhausen Complete Edition CD 32.
- Sirius, electronic music with trumpet, soprano, bass clarinet and bass voice (Summer version). Markus Stockhausen, trumpet; Annette Merriweather, soprano; Suzanne Stephens, bass clarinet; Boris Carmeli, bass. Deutsche Grammophon 2-LP set 2707 122 (1980). Reissued on 2-CD set, Stockhausen Complete Edition, CD 26.
- Sirius, electronic music in 4 versions: Spring version, Summer version, Autumn version, Winter version) 8-CD set, Stockhausen Complete Edition CD 76